# La busca del absoluto

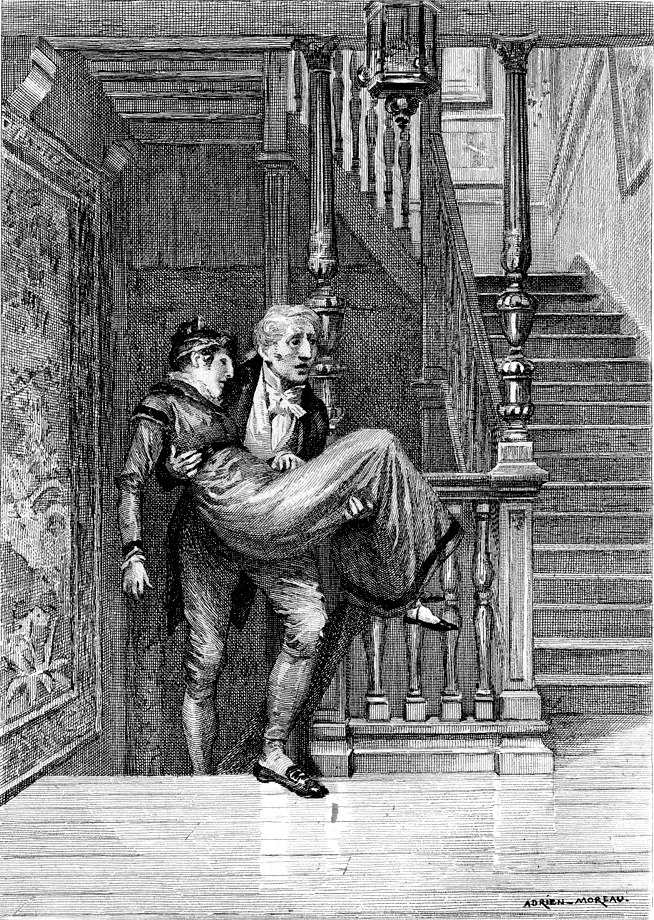
Balthzar Claës lleva a su mujer Pepita a su habitación luego de que se ha desvanecido.

La busca del absoluto (en francés: La Recherche de l'Absolu) es una novela escrita en 1834 por Honoré de Balzac; se integra en su Comedia humana como parte de los Estudios Filosóficos.

## Argumento y estilo
La historia transcurre principalmente en el Flandes francés, en la ciudad de Douai, y se centra en la historia de Balthazar Claës y su familia más cercana en los años que van desde 1812 hasta 1832. Como en muchas otras obras de Balzac, el estilo es muy desarreglado. Así, la novela empieza con unas extensas descripciones, muy evocadoras, en las que el autor traslada al lector al Flandes francés mediante la historia de la familia Claës. Dicha familia se presenta como originaria de Gante, donde alcanzan gran prestigio y riqueza, y logran entroncar con la nobleza española a través de la familia Molina. Los Claës viven holgada pero sobriamente en Douai, donde Balzac ofrece al lector una un tanto estereotipada visión de la vida de las familias flamencas mediante imágenes que evocan los cuadros de pintores flamencos como Van Dyck, Rubens, Brueghel o Van Eyck. 
La familia Cläes consta de cuatro miembros: Balthazar Claës, protagonista de la obra, su mujer Pepita, dama fiel y resignada de orígenes españoles, la hija mayor de ambos, Marguerite, y su hijo menor Gabriel (quien, en un lapsus del autor, se convierte en Gustave a mitad de la novela). Además, también se presenta al abate español De Solís, pariente de Pepita; al sobrino de este, Emmanuel, quien protagoniza una feliz historia de amor con Marguerite; al criado Lemulquinier, excesivamente leal a su amo; y al notario Pierquin, administrador de la familia.
Luego de situar la trama de forma minuciosa y precisa, Balzac describe la vida en familia de los Claës, y cómo Balthazar, a fuerza de leer libros de alquimia, comienza a explorar la posibilidad de dar con la piedra filosofal, que la novela refiere como el Absoluto, y que supuestamente permitirá a Claës obtener, entre otras cosas, diamantes a partir de piedras. Para ello, monta en su desván un laboratorio de química cuyo inmenso costo comienza a perjudicar la economía familiar. Su obsesión por la busca del Absoluto comienza a aislarlo del mundo y a alejarlo de su familia: su mujer Pepita cae en una gran depresión que acaba por producirle la muerte tras una larga enfermedad, y solo al final Balthazar promete redimirse y abandonar la busca. A pesar de la muerte de su mujer, Balthazar parece en un primer momento que ha abandonado su obsesión, pero al cabo de unos años, que pasa al lado de su hija, acaba por retomarla. Durante ese tiempo, Balthazar permanece ajeno a los ruegos de su hija Marguerite, con la que vive, y de los consejos de antiguos conocidos como Pierquin y De Solís, que temen la ruina a la que la obsesión está conduciendo a Claës. Finalmente, por mediación de unos parientes de París, logran alejar a Claës de su obsesión y de la bancarrota al comprarle una plaza de recaudador de impuestos en Bretaña. Por su parte, Gabriel Claës, que había ido a estudiar ingeniería a París, logra un buen empleo, y Marguerite acaba casándose con Emmanuel, con el que disfruta de un feliz matrimonio. La novela, empero, no concluye hasta que Balthazar consigue destruirse a sí mismo: en Bretaña, alejado de su familia, y con la ayuda de su criado Lemulquinier (quien comparte la obsesión con su amo), Balthazar retoma su busca, a la que dedica todos sus recursos, no solo pecuniarios: acaba cayendo enfermo, consumido por su obsesión, y muere creyendo, en un destello final, haber dado con el Absoluto, pronunciando un patético ¡Eureka!

## Temática
La novela trata uno de los temas principales de la filosofía balzaquiana, a saber, su concepción de la energía humana como algo finito que se gasta en los ejercicios físicos, espirituales, filosóficos, etcétera, que realizan los individuos: Pepita, la cándida mujer de Balthazar, muere víctima de haberla consumido su esfuerzo por mantener a flote a su familia, y Balthazar muere consumido por su propia obsesión. También es destacable el tratamiento que hace Balzac de la alquimia, muy semejante al ofrecido por Victor Hugo en Nuestra Señora de París (1831): Balthazar, como Claude Frollo, aparece obsesionado por ella, y ambos están convencidos de que realmente algún día será posible fabricar la piedra filosofal. Sin embargo, Balthazar, intrínsecamente bueno, se deja consumir por la alquimia, mientras que Claude Frollo es presentado como un villano que muere víctima de la pasión que siente por la gitana Esmeralda. La persistencia de la posición social y por el dinero es típicamente balzaciana, y los personajes que rodean al destructivo Balthazar se ven forzados a rehacer su fortuna frente a los desmanes de Balthazar. El elemento cándido y un tanto empalagoso lo pone el amor de Emmanuel y Marguerite, que se presentan como seres cuasiangelicales, totalmente planos y perfectos, a los que Balzac concede un destino y un final feliz, pese a la muerte de Balthazar.
Es un problema moral que Balzac somete a la atención del lector: el de los derechos del individuo altamente dotado dentro de la sociedad, las brechas del genio atrapado entre la pasión por su investigación científica y el afecto por su familia que termina arruinando.